# جورج ميلن
جورج ميلن (18 يناير 1877 في المملكة المتحدة - 3 نوفمبر 1968) (بالإنجليزية: George Milne)‏ هو لاعب كريكت بريطاني وبريطاني (وحمل سابقاً جنسية المملكة المتحدة لبريطانيا العظمى وأيرلندا). لعب مع المقاطعات الوطنية للكريكيت الإنجليزي والويلزي ‏ وNorthumberland County Cricket Club ‏.

## وصلات خارجية
- جورج ميلن على موقع إي آس بي آن كريك إنفو (الإنجليزية)